# 굿데이 (예능 프로그램)
《굿데이》는 매주 일요일 밤 9시 10분에 방영중인 텔레비전 프로그램이다.

## 출연진
- 지드래곤
- 정형돈
- 데프콘
- 조세호
- 코드 쿤스트

## 방영 목록
| 회차 | 날짜     | 부제                                                                         | 게스트 |
| ---- | -------- | ---------------------------------------------------------------------------- | --- |
| 1    | 2월 16일 | 제대로 판을 벌여보려고 해요.                                                 | 기안84, 김수현 |
| 2    | 2월 23일 | 굿데이를 함께 만들 황정민X88즈와의 만남!                                     | 황정민, 김수현, 황광희, 정해인, 임시완, 이수혁                                                                              |
| 3    | 3월 2일  | 가까워지는 88즈, GD 찐팬 기안84&홍진경 등장!                                 | 김수현, 황광희, 정해인, 임시완, 이수혁, 기안84, 홍진경                                                                      |
| 4    | 3월 9일  | 거침없이 차오르는 영감 에너지! 지드래곤X안성재                               | 기안84, 홍진경, 안성재, 태양&대성, 부석순                                                                                   |
| 5    | 3월 16일 | 김고은과 한남동 친구들의 새로운 케미! 점차 가까워져 가는 GD의 상상 속 그날   | 김고은, 정해인 |
| 6    | 3월 30일 | GD의 꿈은 현실이 된다! 굿데이 총회 D-DAY                                     | aespa, 기안84, 김고은, 부석순 (승관, 호시), 안성재, 이수혁, 임시완, 정해인, 홍진경, 황광희, 황정민                          |
| 7    | 4월 6일  | 본업미 뿜뿜 프로듀서 GD, 믿고 듣는 DAY6까지 합류한 녹음 현장!                | aespa, 기안84, 김고은, 부석순 (승관, 호시), 안성재, 이수혁, 임시완, 정해인, 홍진경, 황광희, 황정민, CL (2NE1), DAY6, 아이유 |
| 8    | 4월 13일 | 88나라 최종 커플 광희와의 데이트. GD의 남자들과 함께 할 굿데이 마지막 이야기 | 황광희 |

## 결방
- 3월 23일 : 김수현, 김새론 미성년자 논란으로 인한 결방

## 여담
- 프로그램의 제목이 정식으로 공개되기 전까지 GD와 친구들이라는 가제로 불렸다.
- 김태호 PD가 3년 만에 MBC에서 연출하는 프로그램이다.
- 1월 26일 밤 11시 50분에 이 프로그램의 프리뷰가 방영되었다.
- 1월 28일 낮 1시 40분, 밤 12시 20분과 2월 2일 오전 10시 10분, 2월 6일 11시 40분에 미리보기를 재방송했다.
- Wavve에서는 본방송 LIVE로만 제공되며, 다시보기는 디즈니+로만 제공된다.